# 華麗なる大泥棒
『華麗なる大泥棒』（原題: Le Casse 英題: The Burglars）は1970年製作のフランス映画。日本公開は1971年12月18日｡
1957年公開の映画『The Burglar』をリメイクしている。3億フランのエメラルドをめぐって展開するサスペンスアクション｡ 出演はジャン・ポール・ベルモンドなど。登場人物やストーリーの構成から「実写版ルパン三世」と呼ばれることもある撮影はアテネとパリで行われた。

## ストーリー
富豪タスコが所持しているエメラルドを狙い、アザド、ラルフ、レンジー、エレーヌの四人組はタスコの屋敷に侵入。パトカーで通りかかったザカリア警部の追及をうまくかわし、100万ドルのエメラルドを奪うことに成功した。
しかし翌日、国外逃亡のために港に向かった一行は、船の修理のため5日間足止めされることになる。そして、別行動を取って身を潜めようと一人で車に乗り込んだアザドを、エメラルドの在処を突き止めようとザカリア警部が追いかけるのであった。

## キャスト
| 役名         | 俳優                       | 日本語吹替                         | 日本語吹替 |
| 役名         | 俳優                       | 日本テレビ版                       | ？版       |
| ------------ | -------------------------- | ---------------------------------- | ---------- |
| アザド       | ジャン・ポール・ベルモンド | 羽佐間道夫                         | 山田康雄   |
| ザカリア警部 | オマー・シャリフ           | 小林勝彦                           | 納谷悟朗   |
| レナ         | ダイアン・キャノン         | 小原乃梨子                         |            |
| ラルフ       | ロベール・オッセン         | 森川公也                           |            |
| レンジー     | レナート・サルヴァトーリ   | 亀井三郎                           |            |
| ヘレン       | ニコール・カルファン       | 滝村千栄子                         |            |
| 不明 その他  |                            | 藤本譲 横沢啓子 仲木隆司 加川三起  |            |
|              |                            |                                    |            |
| 演出         | 演出                       | 蕨南勝之                           |            |
| 翻訳         | 翻訳                       | 小川裕子                           |            |
| 効果         | 効果                       | 遠藤堯雄/桜井俊哉                  |            |
| 調整         | 調整                       | 山下欽也                           |            |
| 制作         | 制作                       | 東北新社                           |            |
| 解説         |                            |                                    |            |
| 初回放送     | 初回放送                   | 1978年4月26日 『水曜ロードショー』 |            |

## スタッフ
- 監督・脚本・製作：アンリ・ヴェルヌイユ
- 脚本：ヴァエ・カッチャ
- 撮影：クロード・ルノワール
- 音楽：エンニオ・モリコーネ